# Sắt(II) bromide
Sắt(II) bromide là một hợp chất vô cơ có công thức hóa học FeBr2. Muối khan là một chất rắn thuận từ màu vàng hoặc màu nâu sáng. Một số dạng ngậm nước của FeBr2 cũng được biết đến như tetrahydrat hay hexahydrat. Nó là tiền thân phổ biến của các hợp chất sắt khác trong phòng thí nghiệm nghiên cứu, nhưng lại không có ứng dụng nào cho hợp chất này.

## Cấu trúc
Như hầu hết các muối kim loại halide, FeBr2 có một polyme cấu trúc của phân lập kim loại trung tâm liên kết với halide. Nó kết tinh với cấu trúc như CdI2, có gồm lớp kín của ion bromide, ở giữa là ion Fe(II). Lớp kín halide hơi khác so với FeCl2, mà thông qua các mô-típ của CdCl2.

## Tổng hợp và phản ứng
FeBr2 được tổng hợp bằng dung dịch metanol của acid bromhydric đậm đặc và bột sắt. Nó được thêm metanol, tạo ra Fe(MeOH)6Br2 cùng với khí hydro. Làm nóng phức hợp metanol trong chân không tạo ra FeBr2 tinh khiết.
FeBr2 phản ứng với chất tetraetylamoni bromide để cho [(C2H5)4N]2FeBr4. FeBr2 phản ứng với ion bromide và brom tạo thành phức hóa trị hỗn hợp có màu đậm [Fe(Br3)4]-.

## Từ tính
FeBr2 sở hữu từ tính mạnh ở mức 4,2 K và từ lâu đã được nghiên cứu như là một hợp chất siêu từ nguyên mẫu·

## Hợp chất khác
Khi ở điều kiện thích hợp, FeBr2 sẽ tạo ra hợp chất với NH3, như monoamin FeBr2·NH3 – chất rắn màu xám đen, điamin FeBr2·2NH3 – chất rắn màu xám đậm hay hexamin FeBr2·6NH3 – chất rắn màu xám dương nhạt, CAS#: 13601-50-8.
FeBr2 còn tạo ra một số hợp chất với N2H4, như FeBr2·2N2H4·H2O là tinh thể màu dương sáng, có tính nổ; không tan trong benzen, propanol và pentanol, nhưng tan trong nước (không nhiều).